# Sid Smith (Boxer)
Sid Smith (* 2. Februar 1889 in Bermondsey, England; † 18. April 1948) war ein britischer Boxer im Fliegengewicht.

## Profikarriere
Im Jahre 1907 begann er erfolgreich seine Profikarriere. Am 11. April 1913 boxte er gegen Eugene Criqui um die universelle Weltmeisterschaft und gewann durch einstimmige Punktrichterentscheidung. Er war zugleich der erste universelle Weltmeister in dieser Gewichtsklasse. Diesen Gürtel verlor er allerdings bereits in seiner ersten Titelverteidigung im Juni desselben Jahres an Bill Ladbury durch Knockout. 
Im Jahre 1919 beendete er seine Karriere.